# Ridderorden in Perak
Dit is een lijst van ridderorden in de Maleisische staat Perak.
De "Duli Yang Maha Mulia Maulana Paduka Sri Tuanku dan Yang di-Pertuan Negara Perak Dar ur-Ridzwan" oftewel "Koning en Prins (in de betekenis van "eerste" of "hoofd") van de staat Perak stelde meerdere ridderorden in:
- De Meest Gewaardeerde Koninklijke Familie-orde van Perak of "Darjah Kerabat di-Raja Yang Amat di-Hormati" werd op 12 december 1957 ingesteld en in 2000 hervormd.

- De Meest Geachte Familie-orde van de Kroon van Sultan Azlan Shah of "Darjah Kerabat di-Sultan Azlan Raja Yang Amat di-Hormati" werd in 2000 ingesteld. Het is de Tweede Klasse van de Familie-orde.

- De derde graad van deze orde, de "Datuk Sri Paduka Sultan Azlan" wordt ook aan niet vorstelijke personen toegekend en heeft een andere vorm en een ander lint.

- De Meest Illustere Orde van het Zwaard van Staat van Perak of "Darjah Kebesaran Negeri Perak Yang Amat Mulia Cura Si Manja Kini" werd op 15 januari 1969 ingesteld.
De lagere graden van de Orde van het Zwaard van Staat dragen hun versierselen aan een lint dat afwijkt van het in drie banen gedeelde lint van de Grootcommandeur.

- De Meest Moedige Orde van de Kris van Staat van Perak of "Darjah Kebesaran Taming Sari Negeri Perak Yang Amat Perkasa" werd in 1977 ingesteld.
De lagere graden van de Orde van de Kris van Staat dragen hun versierselen aan een lint dat afwijkt van het in drie banen gedeelde lint van de Grootcommandeur.

- De Meest Illustere Orde van de Kroon van Perak of "Darjah Kebesaran Mahkota Negeri Perak Yang Amat Mulia" werd op 12 december 1957 ingesteld.
De lagere graden van de Orde van de Kroon van Perak dragen hun versierselen aan een lint dat afwijkt van het in drie banen gedeelde lint van de Grootcommandeur.

- De Orde van Verdienste met vier onderscheidingen voor moed of langdurige trouwe dienst. Elk van de vier graden draagt een andere naam.

De verschillende bronnen spreken elkaar tegen bij de vertaling van de zeer bloemrijke epitheton ornans van de Maleisische ridderorden, De "Darjah Kebesaran Negeri Perak Yang Amat Mulia Cura Si Manja Kini" heet in de ene bron "Illustrious" en elders "Honourable". Het soms kreupele Engels ("The Most Estremed Order") van de Maleisische websites helpt daarbij niet.

## Vroegere en huidige batons
| Orde                                                   | Klasse         | Voor 2001 | Na 2001 en voor huidige batons | Huidige batons |
| ------------------------------------------------------ | -------------- | --------- | ------------------------------ | -------------- |
| Familie-orde van Perak (1957)                          | DK             |           |                                |                |
| Familie-orde van de Kroon van Sultan Azlan Shah (2000) | SPSA           |           |                                |                |
| Orde van het Zwaard van Staat van Perak (1969)         | SPCM           |           |                                |                |
| Orde van het Zwaard van Staat van Perak (1969)         | lagere klassen |           |                                |                |
| Orde van de Kroon van Perak (1957)                     | SPMP           |           |                                |                |
| Orde van de Kroon van Perak (1957)                     | lagere klassen |           |                                |                |